# Méricourt-en-Vimeu

Méricourt-en-Vimeu este o comună în departamentul Somme, Franța. În 1 ianuarie 2022 avea o populație de 104 de locuitori.